# Stolzia repens
Stolzia repens là một loài thực vật có hoa trong họ Lan. Loài này được (Rolfe) Summerh. miêu tả khoa học đầu tiên năm 1953.